# Maria von Herbert
Maria Regina Freiin von Herbert (* 6. September 1769 in Klagenfurt; † 23. Mai 1803) war die Schwester des österreichischen Mäzens und Bleiweiß-Fabrikanten Franz Paul von Herbert, vor allem bekannt durch ihre Briefe an Immanuel Kant.

## Leben
Maria "Miza" (auch "Mitza") von Herbert war die Tochter des österreichischen Industriepioniers Johann Michael Freiherr von Herbert und der Maria Anna geb. Fux (1749–1779). Sie wuchs im Herrenhaus der Herberts, dem Herbertstöckl am St. Veiter Ring 1 in Klagenfurt, auf und erwarb im März 1802, wenig mehr als ein Jahr vor ihrem Verschwinden, das Stückler Stöckl in Klagenfurt St. Martin. Sie gehörte zum Zirkel aufklärerisch gesinnter Frauen und Männer aus Klagenfurt und Umgebung um ihren Bruder Franz Paul von Herbert, der mit zahlreichen Protagonisten des Geisteslebens in deutschsprachigen Ländern bekannt oder freundschaftlich verbunden war. Maria von Herbert hatte eine Liaison mit Ignaz Ritter von Dreer zu Thurnhub (8. Jänner 1763 - 12. November 1842), der zum Herbert-Kreis gehörte. Dieser "Freind", wie sie ihn nannte, wandte sich zuerst von ihr ab, nachdem sie ihm eine frühere Beziehung gestanden hatte. In der Folge konnte sie ihrem Leben keinen neuen Zweck mehr geben, aus welchem Anlass sie Kant 1791 ihren ersten Brief schrieb. Darin liest man: "[W]en ich nicht schon so viel von ihnen gelesen hätte, so häte ich mein leben gewis schon mit gewalt geändet." Sie bittet Kant "um Hilf, um Trost, oder um Bescheid zum Tod". Kant antwortete in einem längeren Brief, dessen Entwurf erhalten ist. Es folgten zwei weitere Briefe von Maria von Herbert, die Anfang 1793 und Anfang 1794 verfasst wurden. Obwohl Kant im Mai 1793 Carl Leonhard Reinhold einen weiteren Brief an sie ankündigte, erhielt Maria von Herbert keine Briefe mehr von Kant. 1794 bekam Maria von Herbert von demselben "Freind", Ignaz von Dreer, einen Sohn namens Barnabas. Das konnte erst Mitte April 2024 durch Richard Holton nachgewiesen werden, der die hier verlinkte historische Taufmatrike von Barnabas gefunden hat. Aus bisher unbekannten Gründen kam es nie zu einer Heirat. Am 23. Mai 1803, dem Tag ihres Verschwindens, gab Maria von Herbert im Stückler Stöckl eine Gesellschaft. Sie verließ sie unter einem Vorwand und nahm sich wahrscheinlich noch am selben Tag das Leben, wovon sie ihre Vertrauten durch Briefe unterrichtete. Ihr Leichnam wurde allerdings nie gefunden. Die Existenz eines unehelichen Sohnes war seit einer Ausstellung zu Kant in Österreich an der Universität Klagenfurt Ende 2016 bekannt.

## Briefwechsel
Es sind bis dato nur vier Briefe von Maria von Herbert bekannt, die sich jedoch, trotz der zeitbedingt schlechten Orthographie von Frauen, durch philosophische Unbeirrbarkeit und literarische Qualität auszeichnen. Ihre drei Briefe an Kant werfen verschiedene philosophische Fragen auf über Freundschaft, Objektifizierung, die kantische Unterscheidung zwischen Lügen (absichtlich eine Unwahrheit sagen) und Zurückhaltung (nicht die ganze Wahrheit sagen) und das Problem des Suizids. Der vierte Brief stammt aus dem Jahr 1800 und ist an den Philosophen und Arzt Johann Benjamin Erhard gerichtet, den engsten Freund ihres Bruders. Sie bittet Erhard, ihren leidenden und apathischen Bruder zu besuchen oder unter einem Vorwand zu sich nach Berlin zu rufen. Sie befürchtet, er würde sich das Leben nehmen. Ihre Befürchtung sollte sich 1811 bewahrheiten, acht Jahre nach ihrem eigenen freiwilligen Tod.

## Literarische Rezeption
Maria von Herberts Briefe an Kant und dessen Entwurf einer Entgegnung sind die motivliche Grundlage für den 2009 erschienenen Roman "Cant läßt grüßen" von Alois Brandstetter, in dem ein erfundener Amanuensis (Privatsekretär) Kants in dessen Namen und mit ausführlichen Reflexionen auf dessen Philosophie sowie die deutschsprachige Literatur (Sturm und Drang, Goethe, Grillparzer) einen Antwortbrief konzipiert.